# Taça da Liga de 2014–15
A Taça da Liga de 2014–15 foi a 8ª edição da Taça da Liga portuguesa. 
Devido ao alargamento das Ligas Profissionais, participaram nesta edição da Taça da Liga 36 clubes (18 da Primeira Liga e 18 da Segunda Liga - todas com excepção das 6 equipas "B").
O Benfica, detentor do troféu, venceu novamente a competição ao derrotar na Final o Marítimo por 2–1, conquistando assim a sua 6ª Taça da Liga e aumentando o seu recorde de vitórias na prova.

## Formato
| Fase da competição     | Novas Entradas | Apuramento                                                                                  |
| ---------------------- | --- | ------------------------------------------------------------------------------------------- |
| 1ª Fase (18 equipas)   | - 18 equipas da Segunda Liga de 2014–15                                                                                         |                                                                                             |
| 2ª Fase (20 equipas)   | - 5 equipas classificas entre o 11º e o 15º lugar da Primeira Liga de 2013–14 - 3 equipas promovidas à Primeira Liga de 2014–15 | - 4 vencedores de cada grupo da 1ª Fase - 4 segundos classificados de cada grupo da 1ª Fase |
| 3ª Fase (18 equipas)   | - 10 equipas classificadas entre o 1º e o 10º lugar da Primeira Liga de 2013–14                                                 | - 8 vencedores da 2ª Fase                                                                   |
| Fase Final (4 equipas) | | - 4 vencedores de cada grupo da 3ª Fase                                                     |

## Participantes
| 3ª Fase (Primeira Liga) | 3ª Fase (Primeira Liga)   | 3ª Fase (Primeira Liga) | 3ª Fase (Primeira Liga)   | 3ª Fase (Primeira Liga)    |  |
| ----------------------- | ------------------------- | ----------------------- | ------------------------- | -------------------------- |  |
| Benfica (1º)            | Sporting (2º)             | Porto (3º)              | Estoril Praia (4º)        | Nacional (5º)              |  |
| Marítimo (6º)           | Vitória de Setúbal (7º)   | Académica (8º)          | Sp.Braga (9º)             | Vitória de Guimarães (10º) |  |
| 2ª Fase (Primeira Liga) |                           |                         |                           |                            |  |
| Rio Ave (11º)           | Gil Vicente (13º)         | Paços de Ferreira(15º)  | Penafiel (P2)             |                            |  |
| Arouca (12º)            | Belenenses (14º)          | Moreirense (P1)         | Boavista (CJ)             |                            |  |
| 1ª Fase (Segunda Liga)  |                           |                         |                           |                            |  |
| Olhanense (R1)          | Desportivo das Aves (4º)  | Portimonense (7º)       | Desportivo de Chaves (8º) | Tondela (9º)               |  |
| Farense (10º)           | Académico de Viseu (11º)  | Beira-Mar (12º)         | União da Madeira (13º)    | Feirense (14º)             |  |
| Santa Clara (15º)       | Sporting da Covilhã (16º) | Leixões (17º)           | Oliveirense (18º)         |                            |  |
| Trofense (19º)          | Atlético CP (22º)         | Freamunde (P1)          | Oriental (P2)             |                            |  |

## 1ª Fase de Grupos

### Grupo A

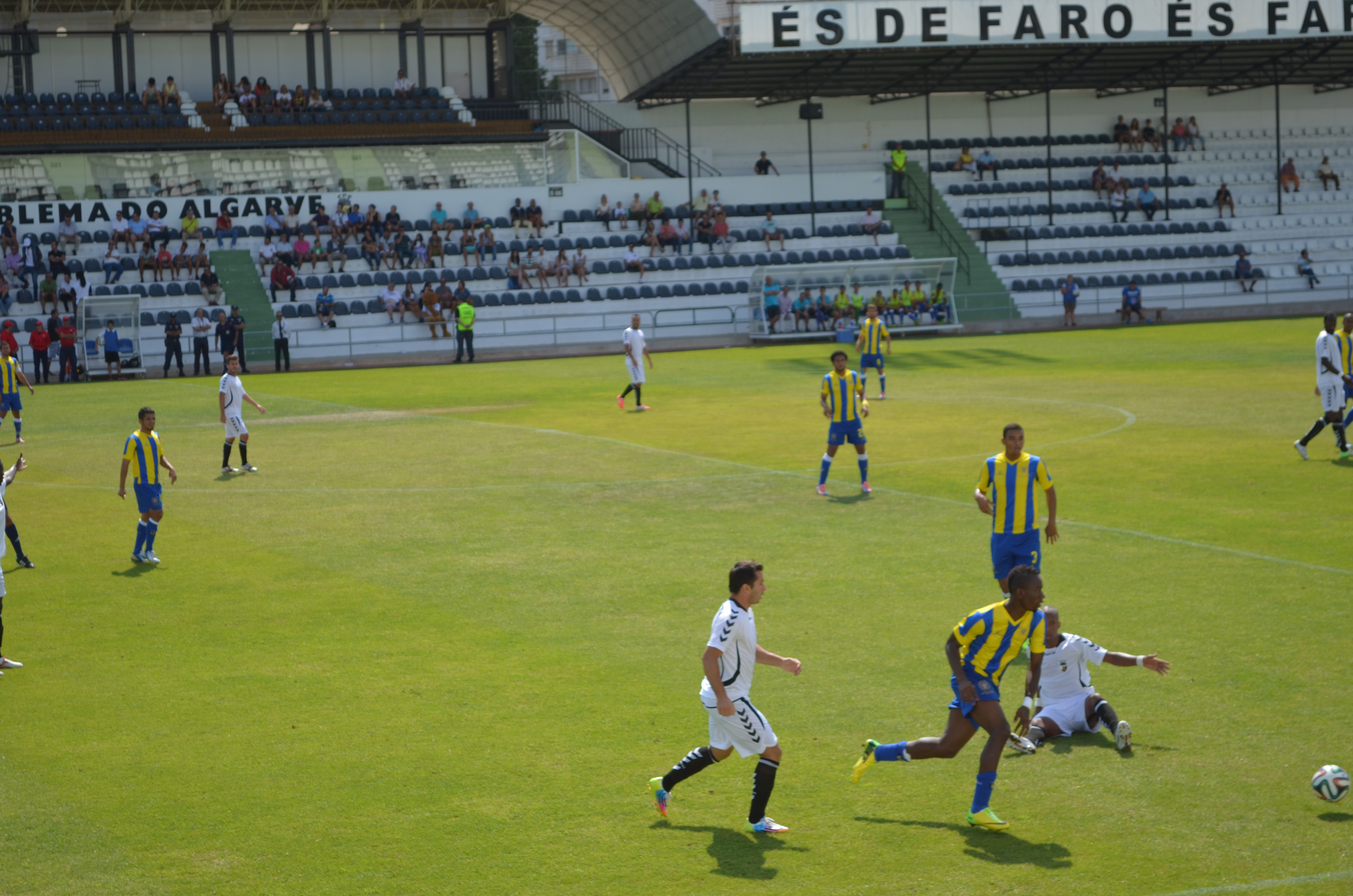
Farense 0-1 U. Madeira, 0-1, em Agosto 2014.

| Time             | J | V | E | D | GP | GC | SG | Pts |
| ---------------- | - | - | - | - | -- | -- | -- | --- |
| Chaves           | 3 | 2 | 1 | 0 | 5  | 2  | +3 | 7   |
| União da Madeira | 3 | 2 | 0 | 1 | 4  | 1  | +3 | 6   |
| Oliveirense      | 3 | 1 | 1 | 1 | 5  | 5  | 0  | 4   |
| Farense          | 3 | 0 | 0 | 3 | 0  | 6  | −6 | 0   |

|                  | CHA | FAR | OLIV | UNI |
| ---------------- | --- | --- | ---- | --- |
| Chaves           | –   |     | 2–2  |     |
| Farense          | 0–2 | –   |      | 0–1 |
| Oliveirense      |     | 3–0 | –    |     |
| União da Madeira | 0–1 |     | 3–0  | –   |

### Grupo B
| Time                | J | V | E | D | GP | GC | SG | Pts |
| ------------------- | - | - | - | - | -- | -- | -- | --- |
| Sporting da Covilhã | 3 | 2 | 1 | 0 | 3  | 0  | +3 | 7   |
| Académico de Viseu  | 3 | 1 | 1 | 1 | 4  | 2  | +2 | 4   |
| Freamunde           | 3 | 1 | 1 | 1 | 1  | 2  | −1 | 4   |
| Portimonense        | 3 | 0 | 1 | 2 | 1  | 5  | −4 | 1   |

|                     | VIS | FRE | POR | COV |
| ------------------- | --- | --- | --- | --- |
| Académico de Viseu  | –   |     | 4–1 | 0–0 |
| Freamunde           | 1–0 | –   |     |     |
| Portimonense        |     | 0–0 | –   |     |
| Sporting da Covilhã |     | 2–0 | 1–0 | –   |

### Grupo C
| Time        | J | V | E | D | GP | GC | SG | Pts |
| ----------- | - | - | - | - | -- | -- | -- | --- |
| Oriental    | 4 | 3 | 0 | 1 | 10 | 7  | +3 | 9   |
| Tondela     | 4 | 2 | 1 | 1 | 7  | 5  | +2 | 7   |
| Santa Clara | 4 | 2 | 0 | 2 | 5  | 8  | −3 | 6   |
| Leixões     | 4 | 1 | 1 | 2 | 4  | 3  | +1 | 4   |
| Olhanense   | 4 | 0 | 2 | 2 | 3  | 6  | −3 | 2   |

|                 | LEU | OLH | ORI | SAN | TON |
| --------------- | --- | --- | --- | --- | --- |
| Leixões         | –   | 0-0 |     | 3–0 |     |
| Olhanense       |     | –   | 1-3 |     | 1–1 |
| Oriental Lisboa | 2–1 |     | –   | 3-1 |     |
| Santa Clara     |     | 2–1 |     | –   | 2-1 |
| Tondela         | 1–0 |     | 4–2 |     | –   |

### Grupo D
| Time            | J | V | E | D | GP | GC | SG | Pts |
| --------------- | - | - | - | - | -- | -- | -- | --- |
| Trofense        | 4 | 4 | 0 | 0 | 5  | 1  | +4 | 12  |
| Atlético CP     | 4 | 2 | 1 | 1 | 6  | 2  | +4 | 7   |
| Desportivo Aves | 4 | 1 | 2 | 1 | 2  | 2  | 0  | 5   |
| Feirense        | 4 | 0 | 2 | 2 | 3  | 7  | −4 | 2   |
| Beira-Mar       | 4 | 0 | 1 | 3 | 2  | 6  | −4 | 1   |

|                 | ATL | BM  | AVE | FEI | TRO |
| --------------- | --- | --- | --- | --- | --- |
| Atlético CP     | –   | 2-0 | 0–0 |     |     |
| Beira-Mar       |     | –   |     | 2–2 | 0–1 |
| Desportivo Aves |     | 1–0 | –   |     | 0-1 |
| Feirense        | 0–3 |     | 1-1 | –   |     |
| Trofense        | 2-1 |     |     | 1–0 | –   |

## 2ª Fase
A 1.ª mão foi disputada a 24 de Setembro de 2014 e a 2.ª mão a 29 de Outubro e 16 de Novembro de 2014.
| Equipe 1             | Total      | Equipe 2          | 1.º jogo | 2.º jogo |
| -------------------- | ---------- | ----------------- | -------- | -------- |
| Tondela              | 1–2        | Arouca            | 1-1      | 0-1      |
| Atlético CP          | 1–3        | Gil Vicente       | 0-2      | 1-1      |
| Trofense             | 3–3 (g.p.) | Moreirense        | 1-2      | 2-1      |
| Oriental             | 0–5        | Boavista          | 0-0      | 0-5      |
| Covilhã              | 3–2        | Penafiel          | 3-1      | 0-1      |
| Académico de Viseu   | 3–3 (g.p.) | Belenenses        | 3-1      | 0-2      |
| Desportivo de Chaves | 1–1 (g.p.) | Rio Ave           | 1-1      | 0-0      |
| União da Madeira     | 6–4        | Paços de Ferreira | 4-2      | 2-2      |

## 3ª Fase

### Grupo A
| Time       | J | V | E | D | GP | GC | SG | Pts |
| ---------- | - | - | - | - | -- | -- | -- | --- |
| Benfica    | 3 | 3 | 0 | 0 | 7  | 0  | +7 | 9   |
| Moreirense | 3 | 1 | 1 | 1 | 3  | 3  | 0  | 4   |
| Arouca     | 3 | 1 | 0 | 2 | 1  | 6  | −5 | 3   |
| Nacional   | 3 | 0 | 1 | 2 | 1  | 3  | −2 | 1   |

| 28 Dezembro 2014 | Moreirense                 | 2–0    | Arouca | Moreira de Cónegos                                                                         |  |
| 16:00            | Cardozo 3' · Battaglia 13' | Report |        | Estádio: Estádio Comendador Joaquim de Almeida Freitas Público: 809 Árbitro: Rui Rodrigues |  |

| 30 Dezembro 2014 | Benfica   | 1–0    | Nacional | Lisbon                                                        |  |
| 21:15            | Jonas 10' | Report |          | Estádio: Estádio da Luz Público: 15,542 Árbitro: Nuno Almeida |  |

| 14 Janeiro 2015 | Nacional | 1–1    | Moreirense | Funchal                                                             |  |
| 16:00           | Witi 23' | Report | Gerso 45'  | Estádio: Estádio da Madeira Público: 317 Árbitro: Artur Soares Dias |  |

| 14 Janeiro 2015 | Benfica                                                   | 4–0    | Arouca | Lisbon                                                         |  |
| 20:45           | Pizzi 31' (pen.) · Cristante 42' · Salvio 83' · Jonas 84' | Report |        | Estádio: Estádio da Luz Público: 11,955 Árbitro: Bruno Esteves |  |

| 21 Janeiro 2015 | Arouca              | 1–0    | Nacional | Arouca                                                                  |  |
| 16:00           | Miguel Oliveira 56' | Report |          | Estádio: Estádio Municipal de Arouca Público: 252 Árbitro: Bruno Paixão |  |

| 21 Janeiro 2015 | Moreirense | 0–2    | Benfica                | Moreira de Cónegos                                                                           |  |
| 20:30           |            | Report | Jonas 64' · Derley 67' | Estádio: Estádio Comendador Joaquim de Almeida Freitas Público: 2,818 Árbitro: Jorge Tavares |  |

### Grupo B
| Time                | J | V | E | D | GP | GC | SG | Pts |
| ------------------- | - | - | - | - | -- | -- | -- | --- |
| Marítimo            | 3 | 2 | 1 | 0 | 4  | 2  | +2 | 7   |
| Sporting da Covilhã | 3 | 2 | 0 | 1 | 6  | 5  | +1 | 6   |
| Estoril             | 3 | 1 | 1 | 1 | 6  | 4  | +2 | 4   |
| Gil Vicente         | 3 | 0 | 0 | 3 | 1  | 6  | −5 | 0   |

| 28 Dezembro 2014 | Sporting da Covilhã            | 2–1    | Gil Vicente | Covilhã                                                                            |  |
| 15:00            | Diogo Coelho 11' · Djikiné 37' | Report | Caetano 34' | Estádio: Estádio Municipal José dos Santos Pinto Público: 339 Árbitro: Hugo Miguel |  |

| 28 Dezembro 2014 | Estoril    | 1–1    | Marítimo       | Estoril                                                                     |  |
| 16:00            | Kléber 53' | Report | Dyego Sousa 2' | Estádio: Estádio António Coimbra da Mota Público: 725 Árbitro: Duarte Gomes |  |

| 13 Janeiro 2015 | Estoril                             | 3–0    | Gil Vicente | Estoril                                                                        |  |
| 18:15           | Kléber 15' · Cabrera 45' · Sebá 81' | Report |             | Estádio: Estádio António Coimbra da Mota Público: 506 Árbitro: Fábio Veríssimo |  |

| 14 Janeiro 2015 | Marítimo                       | 2–1    | Sporting da Covilhã | Funchal                                                               |  |
| 16:00           | Moreira 6' (o.g.) · Ebinho 50' | Report | Bilel 7'            | Estádio: Estádio dos Barreiros Público: 2,964 Árbitro: Paulo Baptista |  |

| 21 Janeiro 2015 | Gil Vicente | 0–1    | Marítimo          | Barcelos                                                            |  |
| 15:00           |             | Report | Maâzou 44' (pen.) | Estádio: Estádio Cidade de Barcelos Público: 361 Árbitro: Rui Costa |  |

| 21 Janeiro 2015 | Sporting da Covilhã                   | 3–2    | Estoril         | Covilhã                                                                               |  |
| 15:00           | Erivelto 49' · Bilel 56' · Cruz 90+3' | Report | Miguel 47', 90' | Estádio: Estádio Municipal José dos Santos Pinto Público: 404 Árbitro: Jorge Ferreira |  |

### Grupo C
| Time                 | J | V | E | D | GP | GC | SG | Pts |
| -------------------- | - | - | - | - | -- | -- | -- | --- |
| Vitória de Setúbal   | 4 | 2 | 2 | 0 | 8  | 3  | +5 | 8   |
| Sporting CP          | 4 | 2 | 1 | 1 | 6  | 4  | +2 | 7   |
| Belenenses           | 4 | 1 | 2 | 1 | 5  | 6  | −1 | 5   |
| Vitória de Guimarães | 4 | 1 | 1 | 2 | 4  | 6  | −2 | 4   |
| Boavista             | 4 | 0 | 2 | 2 | 2  | 6  | −4 | 2   |

| 28 Dezembro 2014 | Boavista | 0–0    | Belenenses | Porto                                                           |  |
| 19:15            |          | Report |            | Estádio: Estádio do Bessa Público: 2,474 Árbitro: Cosme Machado |  |

| 29 Dezembro 2014 | Vitória de Guimarães | 0–2    | Sporting CP             | Guimarães                                                                    |  |
| 20:45            |                      | Report | Héldon 5' · Dramé 90+4' | Estádio: Estádio D. Afonso Henriques Público: 7,844 Árbitro: Manuel Oliveira |  |

| 14 Janeiro 2015 | Belenenses            | 2–2    | Vitória de Setúbal                | Lisboa                                                           |  |
| 19:00           | Camará 21' · Rosa 82' | Report | Tavares 19' (pen.) · Lourenço 23' | Estádio: Estádio do Restelo Público: 1,126 Árbitro: Nuno Almeida |  |

| 14 Janeiro 2015 | Sporting CP       | 1–0    | Boavista | Lisboa                                                               |  |
| 19:15           | Tanaka 74' (pen.) | Report |          | Estádio: Estádio José Alvalade Público: 9,035 Árbitro: Luís Ferreira |  |

| 21 Janeiro 2015 | Vitória de Setúbal                     | 2–0    | Vitória de Guimarães | Setúbal                                                      |  |
| 17:15           | Schmidt 71' (pen.) · Pelkas 76' (pen.) | Report |                      | Estádio: Estádio do Bonfim Público: 798 Árbitro: João Capela |  |

| 21 Janeiro 2015 | Belenenses                         | 3–2    | Sporting CP  | Lisboa                                                            |  |
| 19:15           | Camará 38' 61' (pen.) · Dálcio 55' | Report | Gauld 6' 19' | Estádio: Estádio do Restelo Público: 2,243 Árbitro: Rui Rodrigues |  |

| 28 Janeiro 2015 | Sporting CP           | 1–1    | Vitória de Setúbal | Lisboa                                                             |  |
| 19:45           | Ney Santos 13' (p.b.) | Report | Lourenço 54'       | Estádio: Estádio José Alvalade Público: 9,084 Árbitro: Manuel Mota |  |

| 28 Janeiro 2015 | Boavista               | 2–2    | Vitória de Guimarães     | Porto                                                         |  |
| 19:45           | Pouga 10' · Abeyie 58' | Report | Caiado 51' · Ricardo 88' | Estádio: Estádio do Bessa Público: 2,059 Árbitro: Jorge Sousa |  |

| 4 Fevereiro 2015 | Vitória de Setúbal                        | 3–0    | Boavista | Setúbal                                                          |  |
| 20:15            | Suk Hyun-jun 5' · Pelkas 9' · Schmidt 53' | Report |          | Estádio: Estádio do Bonfim Público: 1,172 Árbitro: Carlos Xistra |  |

| 4 Fevereiro 2015 | Vitória de Guimarães | 2–0    | Belenenses | Guimarães                                                                 |  |
| 20:15            | Gui 45' · Sami 88'   | Report |            | Estádio: Estádio D. Afonso Henriques Público: 2,404 Árbitro: Duarte Gomes |  |

### Grupo D
| Time                 | J | V | E | D | GP | GC | SG | Pts |
| -------------------- | - | - | - | - | -- | -- | -- | --- |
| Porto                | 4 | 3 | 1 | 0 | 9  | 3  | +6 | 10  |
| Braga                | 4 | 2 | 1 | 1 | 5  | 3  | +2 | 7   |
| Académica de Coimbra | 4 | 2 | 0 | 2 | 5  | 6  | −1 | 6   |
| União da Madeira     | 4 | 2 | 0 | 2 | 6  | 8  | −2 | 6   |
| Rio Ave              | 4 | 0 | 0 | 4 | 1  | 6  | −5 | 0   |

| 28 Dezembro 2014 | União da Madeira                            | 2–1    | Braga    | Ribeira Brava                                                                          |  |
| 16:00            | Talles Cunha 27' · Rúben Andrade 49' (pen.) | Report | Alan 36' | Estádio: Estádio do Centro Desportivo da Madeira Público: 1,807 Árbitro: Tiago Martins |  |

| 30 Dezembro 2014 | Rio Ave | 0–1    | Porto         | Vila do Conde                                                    |  |
| 19:15            |         | Report | Aboubakar 61' | Estádio: Estádio do Rio Ave FC Público: 4,230 Árbitro: Rui Costa |  |

| 13 Janeiro 2015 | Porto                                            | 3–1    | União da Madeira | Porto                                                             |  |
| 20:15           | Quintero 24' · Quaresma 54' · Evandro 86' (pen.) | Report | Martins 56'      | Estádio: Estádio do Dragão Público: 11,510 Árbitro: Rui Rodrigues |  |

| 14 Janeiro 2015 | Braga     | 1–0    | Académica de Coimbra | Braga                                                                      |  |
| 16:30           | Sasso 54' | Report |                      | Estádio: Estádio Municipal de Braga Público: 2,713 Árbitro: Marco Ferreira |  |

| 21 Janeiro 2015 | Académica de Coimbra | 1–0    | Rio Ave      | Coimbra                                                                |  |
| 16:00           | Magique 65'          | Report | {{{golos2}}} | Estádio: Estádio Cidade de Coimbra Público: 582 Árbitro: Carlos Xistra |  |

| 21 Janeiro 2015 | Braga           | 1–1    | Porto              | Braga                                                                     |  |
| 20:45           | Alan 52' (pen.) | Report | Evandro 25' (pen.) | Estádio: Estádio Municipal de Braga Público: 8,393 Árbitro: Cosme Machado |  |

| 28 Janeiro 2015 | União da Madeira       | 2–1    | Rio Ave     | Ribeira Brava                                                               |  |
| 20:45           | Chaby 59' · Ayrton 72' | Report | Boateng 36' | Estádio: Centro Desportivo da Madeira Público: 203 Árbitro: Manuel Oliveira |  |

| 28 Janeiro 2015 | Porto                                                           | 4–1    | Académica de Coimbra | Porto                                                             |  |
| 20:45           | Martínez 6' · Martínez 59' · Paciência 75' · Evandro 80' (pen.) | Report | M'Bala 72'           | Estádio: Estádio do Dragão Público: 14,609 Árbitro: Tiago Martins |  |

| 4 Fevereiro 2015 | Rio Ave | 0–2    | Braga                        | Vila do Conde                                                    |  |
| 16:00            |         | Report | T. Gomes 27' · Martins 45+2' | Estádio: Estádio do Rio Ave FC Público: 630 Árbitro: João Capela |  |

| 4 Fevereiro 2015 | Académica de Coimbra                     | 3–1    | União da Madeira | Coimbra                                                               |  |
| 16:00            | Olascuaga 27' · Capela 57' · Marinho 78' | Report | Chaby 10'        | Estádio: Estádio Cidade de Coimbra Público: 443 Árbitro: Vasco Santos |  |

## Fase Final
As meias-finais foram disputadas a 11 de Fevereiro e 2 de Abril de 2015, enquanto a Final foi disputada no dia 29 de Maio de 2015, no Estádio Cidade de Coimbra. 
|  | Meias-Finais       | Meias-Finais       | Meias-Finais |         |          | Final    | Final | Final |  |
|  |                    |                    |              |         |          |          |       |       |  |
|  | Marítimo           | Marítimo           | 2            |         |          |          |       |       |  |
|  | Marítimo           | Marítimo           | 2            |         |          |          |       |       |  |
|  | Porto              | Porto              | 1            |         |          |          |       |       |  |
|  | Porto              | Porto              | 1            |         | Marítimo | Marítimo | 1     |       |  |
|  |                    |                    |              |         | Marítimo | Marítimo | 1     |       |  |
|  |                    |                    | Benfica      | Benfica | 2        |          |       |       |  |
|  | Benfica            | Benfica            | Benfica      | Benfica | 2        | 3        |       |       |  |
|  | Benfica            | Benfica            |              |         |          |          |       |       |  |
|  | Vitória de Setúbal | Vitória de Setúbal | 0            |         |          |          |       |       |  |

## Meias-Finais
As meias-finais decorreram a 11 de Fevereiro de 2015 e 2 de Abril de 2015.
| 2 de Abril de 2015 | Marítimo                                   | 2 – 1 | Porto       | Estádio dos Barreiros, Funchal                            |
| 19:45              | Bruno Gallo 37' (pen.) · Moussa Marega 45' |       | Evandro 32' | Público: 5,127 Árbitro: Carlos Xistra (AF Castelo Branco) |

| 11 de Fevereiro de 2015 | Benfica                                             | 3 – 0 | Vitória de Setúbal | Estádio da Luz, Lisboa                        |
| 19:45                   | Talisca 41' (pen.) · Pizzi 45+1' (pen.) · Jonas 73' |       |                    | Público: 13,101 Árbitro: Rui Costa (AF Porto) |

## Final
A Final da Taça da Liga 2014–15 foi disputada no Estádio Cidade de Coimbra, em Coimbra, no dia 29 de Maio de 2015 entre Benfica e Marítimo.
| 29 de Maio de 2015 | Benfica                  | 2 – 1 | Marítimo       | Estádio Cidade de Coimbra                  |
| 19:45              | Jonas 37' · Ola John 80' |       | João Diogo 56' | Árbitro: Carlos Xistra (AF Castelo Branco) |

Nesta Final foi usado pela primeira vez em Portugal o sistema da tecnologia de golo.

## Campeão
| Taça da Liga de 2014-15 |
| ----------------------- |
| Benfica 6º Título       |